# Letov Š-50
Letov Š-50 là một mẫu thử máy bay thông dụng quân sự của Tiệp Khắc, do hãng Letov thiết kế chế tạo.

## Tính năng kỹ chiến thuật
Dữ liệu lấy từ 
Đặc tính tổng quan
- Kíp lái: 3
- Động cơ: 2 × Avia Rk.17 , 310 kW (420 hp)  mỗi chiếc

Hiệu suất bay
- Vận tốc cực đại: 305 km/h (190 mph; 165 kn)